# Giro d'Italia de 1985
Giro d'Italia 1985 foi a sexagésima oitava edição da prova ciclística Giro d'Italia (Corsa Rosa), realizada entre os dias 16 de maio e 9 de junho de 1985.
A competição foi realizada em 22 etapas com um total de 3.983,7 km.
O vencedor foi o ciclista francês Bernard Hinault. Largaram 180 ciclistas, e o vencedor conclui a prova com a velocidade média de 37,660 km/h.